# Ricardo José Veiga Varzim Miranda
Ricardo José Veiga Varzim Miranda, meglio noto come Ricardinho (Barcelos, 24 marzo 1994), è un calciatore portoghese, difensore del Petrolul Ploiești.